# Colin Edwin
Colin Edwin (Melbourne, 2 luglio 1970) è un bassista australiano, noto per aver militato nei Porcupine Tree fino al 2010.

## Biografia
Edwin entrò a far parte della formazione dal vivo dei Porcupine Tree nel 1993 a seguito dell'invito da parte del frontman Steven Wilson, divenendo poco tempo componente in pianta stabile della formazione. La sua prima apparizione avvenne nel brano Always Never, tratto dal secondo album Up the Downstair, apparendo in tutte le pubblicazioni da The Sky Moves Sideways (1995) a The Incident (2009).
Nel 2014 contribuisce alla formazione del supergruppo O.R.k. con LEF, Carmelo Pipitone (Marta sui Tubi) e Pat Mastelotto (King Crimson).
Durante la sua carriera è stato anche componente degli Ex-Wise Heads, gruppo che fonde musica etnica, d'ambiente e post-moderna, e del progetto sperimentale Random Noise Generator. Nel 2001 ha suonato il contrabbasso nell'album Returning Jesus del duo No-Man, di cui Wilson fa parte.

## Equipaggiamento

Colin Edwin da vivo all'Arena di Poznań, Polonia

Durante la sua carriera Edwin ha fatto della seguente strumentazione:
- 1994 Wal 4 corde fretless (Natural finish, tastiera in Ebano) con un Hipshot per scordare velocemente in re la corda di mi.
- 2004 Music Man Stingray 4 corde fretted (Natural ash finish, tastiera in palissandro)[4] che è stato sostituito nel 2005 dal Music Man Bongo fretted a 4 corde (special "Stealth" flat black finish),[5] entrambi con un Hipshot installato per una scordatura veloce.
- Amplificatore e Casse Trace Elliott AH350
- Amplificatore Tech 21 LM300 e due casse 4x10" ("buttato via durante un tour in Europa da un negligente del luogo")[3]
- 2006 Spector EuroLX 4 corde (Natural Oil finish) con installato un Hipshot.[6]
- 2006 Spector Euro 4LX-35 4 corde accordato in C/F/Bb/Eb nero lucido.[7]
- BassLab Soul-IV nero (correntemente usato per le sovrincisioni nel tour di Fear of a Blank Planet)[8]
- BassLab Soul-IV arancione metallizzato (usato per le registrazioni in studio)[9]
- Amplificatore EBS TD 650 e due casse Proline Neodymium 4x10".
- Vari effetti EBS.
- Unità Multieffetti Boss GT6B.

## Discografia

### Da solista
Album in studio
- 2009 – Third Vessel
- 2014 – Twinscapes (con Lorenzo Feliciati)
- 2018 – Another World (con Robert Jürjendal)
- 2018 – Twinscapes V.02 - A Modern Approach to the Dancefloor (con Lorenzo Feliciati)
- 2019 – Edwin Durant Kovtun (con Jon Durant e Inna Kovtun)
- 2020 – Infinite Regress
- 2020 – Allusions

Raccolte
- 2021 – Hebdomadal

### Con i Porcupine Tree
- 1995 – The Sky Moves Sideways
- 1996 – Signify
- 1999 – Stupid Dream
- 2000 – Lightbulb Sun
- 2002 – In absentia
- 2005 – Deadwing
- 2007 – Fear of a Blank Planet
- 2009 – The Incident

### Con gli Ex-Wise Heads
- 1998 – Everything Is Hear
- 2000 – No Grey Matter
- 2002 – Time and Emotion Study
- 2006 – Holding Up the Sky
- 2007 – Celestial Disclosure
- 2008 – Liquid Assets
- 2011 – Schemata

### Con i Burnt Belief
- 2012 – Burnt Belief
- 2014 – Etymology
- 2016 – Emergent
- 2021 – Mutual Isolation

### Con i Metallic Taste of Blood
- 2012 – Metallic Taste of Blood
- 2015 – Doctoring the Dead

### Con gli Endless Tapes
- 2013 – Endless Tapes EP
- 2016 – Brilliant Waves

### Con gli O.R.k.
- 2015 – Inflamed Rides
- 2017 – Soul of an Octopus
- 2019 – Ramagehead
- 2022 – Screamnasium
- 2025 - Firehose of Falsehoods

### Collaborazioni
- 1995 – Steve Jansen e Richard Barbieri – Stone to Flesh
- 1998 – Mandragora – Pollen
- 2001 – I.E.M. – IEM Have Come for Your Children
- 2001 – No-Man – Returning Jesus
- 2003 – No-Man – All That You Are
- 2008 – No-Man – Schoolyard Ghosts
- 2011 – Memories of Machines – Warm Winter
- 2012 – The Fusion Syndicate – The Fusion Syndicate
- 2015 – Armonite – The Sun Is New Each Day
- 2018 – Armonite – And the Stars Above